# 高鳥修
高鳥 修（たかとり おさむ、1929年（昭和4年）6月3日 - 2019年（令和元年）10月20日）は、日本の政治家。位階は正三位。勲章は勲一等旭日大綬章。
自由民主党衆議院議員、竹下内閣の総務庁長官、宮沢改造内閣の経済企画庁長官を歴任する。派閥は佐藤栄作→田中角栄→竹下登→小渕恵三→橋本龍太郎派に所属した。

## 来歴・人物
1929年（昭和4年）6月3日新潟県西頸城郡能生町（現在の糸魚川市）に生まれる。7歳のとき両親と死別し、以後祖父で衆議院議員、貴族院議員を務めた高鳥順作に育てられる。旧制新潟高等学校を経て1953年（昭和28年）東京大学法学部を卒業する。1954年（昭和29年）25歳で地元、能生町長に当選する（全国最年少）。町長時代に同郷の田中角栄とのつながりが生まれる。1958年（昭和33年）新潟県議会議員選挙に立候補し当選する。
1967年（昭和42年）第31回衆議院議員総選挙に田中彰治の後継者として旧新潟4区から立候補する。このときは4万4770票を獲得するも次点で落選した。浪人となった高鳥は田中角栄の秘書として田中事務所に勤務する。1969年（昭和44年）第32回衆議院議員総選挙に立候補し6万2442票を獲得し2位当選する。以後当選回数11回（当選同期に小沢一郎・羽田孜・梶山静六・奥田敬和・林義郎・渡部恒三・綿貫民輔・塩崎潤・森喜朗・村田敬次郎・松永光・江藤隆美・中山正暉・浜田幸一など）。以降、大蔵政務次官、法務委員長、地方行政委員長などを歴任し、1987年（昭和62年）竹下内閣の総務庁長官として初入閣。
1992年（平成4年）衆議院予算委員長。1993年（平成5年）、船田元の辞任により宮澤改造内閣の経済企画庁長官に就任する。1998年（平成10年）自民党総裁選では当選同期の梶山静六推薦人名簿に名を連ねたが平成研究会残留。1999年（平成11年）勲一等旭日大綬章を受章する。2000年（平成12年）第42回衆議院議員総選挙では比例代表北陸信越ブロックに転じた。11回の当選を重ねたベテラン議員であったが、田中角栄に近かったことが災いし、ポストには恵まれなかった。
2001年（平成13年）の自民党総裁選では領袖の橋本元首相に「最大派閥だから自分たちの候補を出そう。橋本さん、あんたが出るべきだ。野中（広務）さんだと派が分裂する」と総裁選への立候補を進言したが、橋本は小泉純一郎に大差で敗れ去り、以降青木幹雄、久間章生など親小泉の議員が派内で発言力を増すようになった。
2003年（平成15年）第43回衆議院議員総選挙を機に引退した。息子の高鳥修一が新潟県第6区より立候補した。
2019年（令和元年）10月20日、病気のため新潟県上越市の病院で死去。90歳没。死没日をもって正三位に叙される。

## 略歴
- 1954年（昭和29年）- 1958年（昭和33年） 新潟県能生町長
- 1958年（昭和33年）- 1967年（昭和42年） 新潟県議会議員
- 1959年（昭和34年） 新潟県森連会長
- 1969年（昭和44年） 衆議院議員
- 1974年（昭和49年） 総理府総務副長官（政務担当）
- 1987年（昭和62年）- 1988年（昭和63年）総務庁長官
- 1992年（平成4年） 衆議院予算委員長
- 1993年（平成5年） 経済企画庁長官
- 1993年（平成5年） 日本治水治山協会会長
- 2002年（平成14年） 党衆議院議員総会長
- 2002年（平成14年） 党行財政調査会長

## 所属していた議員連盟等
- 神道政治連盟国会議員懇談会
- 例外的に夫婦の別姓を実現させる会

## 家族・親族
高鳥家（新潟県糸魚川市）
- 祖父・順作（政治家、実業家）

1868年5月（明治元年4月）生 - 1958年（昭和33年）2月没
- 祖母・セン（新潟、笠原牛九郎長女）[5]

1867年（慶応3年）生 - 没
- 父・登[5][6]

1894年（明治27年）1月生 - 没
- 母・ナル（新潟、田邊増五郎六女）[5]

1898年（明治31年）2月生 - 没
- 妻・
- 息子・修一（政治家）

1960年（昭和35年）9月生 -